# Cotesia melitaearum
Cotesia melitaearum är en stekelart som först beskrevs av Wilkinson 1937.  Cotesia melitaearum ingår i släktet Cotesia och familjen bracksteklar. Arten är reproducerande i Sverige. Inga underarter finns listade i Catalogue of Life.